# Dotar
Dotar, betyder två strängar, är ett persiskt folkinstrument, en tvåsträngad variant av ektar.  Instrumentet används liksom ektar som ett borduninstrument.
Dotar, kan även vara en tvåsträngad variant av rabab.